# Xinaliq
Xinaliq (auch Chinalug, Khinalug, in Chinalug: Ketsch) ist ein Dorf im Kaukasus. Es liegt im Rajon von Quba auf einer Höhe von 2100 m über dem Meeresspiegel. Damit ist Xinaliq das höchstgelegene und abgelegenste Dorf Aserbaidschans und unter den höchstgelegenen Dörfern des gesamten Kaukasus.

## Bevölkerung
In Xinaliq leben ungefähr 2000 Menschen. Bei einer Volkszählung im Jahre 1926 gaben 105 von 1540 Personen an, der ethnischen Gruppe der Shadagh anzugehören. Die Shadagh sind eine Gruppe von wenigen Völkern in der Umgebung des Berg Shahdagh in Aserbaidschan. Im Laufe der Zeit wurden die Völker von den Aserbaidschani stark assimiliert.

## Sprache
Die lokale Bevölkerung spricht die Chinalugische Sprache. Diese gehört zur Familie der nordostkaukasischen Sprachen. Daneben wird von den meisten Bewohnern aserbaidschanisch gesprochen.

## Geschichte
Xinaliq gehört zu den ältesten, durchgehend bewohnten Siedlungen der Erde, mit einer Geschichte von über 5000 Jahren. Aufgrund seiner Höhenlage und Abgeschiedenheit hat Xinaliq etliche Invasionen ausgehalten und überwunden. Zu den ältesten Bauwerken der Ortschaft gehören eine Moschee aus dem 12. Jahrhundert, eine Moschee aus dem 15. Jahrhundert und mehrere historische Friedhöfe in den umliegenden Bergen. Des Weiteren befinden sich in der Region einige prähistorisch bewohnte Höhlen.
Im Oktober 2006 besuchte Aserbaidschans Präsident İlham Əliyev Xinaliq. Er versprach die Wasser- und Telefoninfrastruktur des Dorfes zu verbessern und eine neue Schule zu bauen. Zu diesem Zeitpunkt gab es keine gepflasterte Straße zwischen Quba und Xinaliq. Im Jahre 2008 erschien Xinaliq auf der Beobachtungsliste des World Monuments Fund (WMF) aus Sorge über den Bau der neuen Straße von Quba nach Xinaliq. WMF fürchtet, dass durch vermehrten Tourismus und Handel der einzigartige Charakter des Dorfes verloren gehen könnte.

## Kultur und Bräuche
Die Bewohner Xinaliqs haben ihren traditionellen Lebensstil zum größten Teil bewahrt. Hochzeiten und andere Festlichkeiten werden strikt nach den Regeln der Bräuche, die von Generation zu Generation weitergegeben werden, durchgeführt. Die Region ist reich an Bräuchen und Ritualen für Ackerbau, Regen, Nutztiere und Himmelskörper sowie Hochzeiten und Beerdigungen. Diese Rituale und Traditionen sind eng verbunden mit Naturphänomenen.
Schafzucht ist die Haupttätigkeit der Menschen von Xinaliq. Daneben sind sie bekannt für eine speziellen Webtechnik. Wollene Tücher aus Xinaliq sind in der ganzen Region von Quba verbreitet. Früher wurden daraus Überkleider genäht. Ein edleres Gewebe, Chukha, war die Basis für die traditionelle Kleidung der Reichen. Socken, welche Teppichminiaturen gleichen, sind im Winter das Markenzeichen der Bewohner von Xinaliq.
Das Sammeln, Trocknen und Lagern von wilden Kräutern ist eine weitere Spezialität der lokalen Bevölkerung. Die Kräuter werden zum Kochen und für Tee gebraucht und an Touristen verkauft.

## Architektur
Viele traditionelle Häuser Xinaliqs bestehen nur aus einem einzelnen Raum. In Häusern mit zwei Stockwerken ist das untere jeweils für Haushaltstätigkeiten und das obere dient zum Wohnen. Die meisten Häuser besitzen keine Fenster, sondern lediglich ein Loch in der Decke, um Licht herein und Rauch herauszulassen. Die Dächer der unteren Häuser dienen jeweils als Veranda und Gehweg der oberen Häuser. Auf diese Art ist das Dorf den Berghängen angeschmiegt. Die zwei Moscheen im Dorf sind von außen kaum von den übrigen Gebäuden zu unterscheiden.

## Sehenswürdigkeit
Es gibt ein historisch-ethnographisches Museum, welches aus zwei Räumen besteht. Darin sind Tonwaren, historische Kleidung, Münzen, Waffen und Fotografien ausgestellt. Der Feuertempel Atashgah befindet sich ca. 5 km außerhalb des Dorfes und weiter 1000 Höhenmeter höher. Er gilt als der höchstgelegene Feuertempel.